# Needles
Needles (en llengua mohave ʼaha kuloh) és una ciutat del Comtat de San Bernardino a l'estat de Califòrnia. Segons el cens del 2000 tenia 4.830 habitants.

## Demografia
Segons el cens del 2000, Needles tenia 4.830 habitants, 1.940 habitatges, i 1.268 famílies. La densitat de població era de 62,6 habitants/km².
Dels 1.940 habitatges en un 31,2% hi vivien nens de menys de 18 anys, en un 42,5% hi vivien parelles casades, en un 16,8% dones solteres, i en un 34,6% no eren unitats familiars. En el 29% dels habitatges hi vivien persones soles el 13,1% de les quals corresponia a persones de 65 anys o més que vivien soles. El nombre mitjà de persones vivint en cada habitatge era de 2,48 i el nombre mitjà de persones que vivien en cada família era de 3,03.
Per edats la població es repartia de la següent manera: un 27,6% tenia menys de 18 anys, un 7,5% entre 18 i 24, un 23,6% entre 25 i 44, un 25,6% de 45 a 60 i un 15,7% 65 anys o més.
L'edat mediana era de 39 anys. Per cada 100 dones de 18 o més anys hi havia 92,2 homes.
La renda mediana per habitatge era de 26.108 $ i la renda mediana per família de 33.264 $. Els homes tenien una renda mediana de 39.688 $ mentre que les dones 19.483 $. La renda per capita de la població era de 15.156 $. Entorn del 21,2% de les famílies i el 26,1% de la població estaven per davall del llindar de pobresa.

## Poblacions properes
El següent diagrama mostra les poblacions més properes.